# Nesticus mimus
Espèce
Nesticus mimus est une espèce d'araignées aranéomorphes de la famille des Nesticidae.

## Distribution
Cette espèce est endémique des États-Unis. Elle se rencontre en Virginie dans les comtés de Washington, de Giles, de Pulaski, de Smyth et de Wythe et à Radford et au Tennessee dans les comtés de Johnson et de Sullivan,.

## Description
Le mâle holotype mesure 3,5 mm et la femelle 3,4 mm.
Le mâle décrit par Hedin et Milne en 2023 mesure 3,26 mm.

## Systématique et taxinomie
Cette espèce a été décrite par Gertsch en 1984.

## Publication originale
- Gertsch, 1984 : « The spider family Nesticidae (Araneae) in North America, Central America, and the West Indies. » Bulletin of the Texas Memorial Museum, vol. 31, p. 1-91 (texte intégral).